# Glide (API)
Glide è un'API di grafica 3D sviluppata da 3dfx Interactive per le loro schede grafiche 3D Voodoo. Iniziò come API proprietaria e in seguito fu resa open source da 3dfx.
Era dedicata alle prestazioni di rendering, supportando principalmente la geometria e la mappatura delle texture, in formati di dati identici a quelli utilizzati internamente nelle loro schede. L'ampia adozione delle schede grafiche di 3Dfx portò Glide ad essere ampiamente utilizzata alla fine degli anni '90. Tuttavia un ulteriore perfezionamento di Direct3D di Microsoft e la comparsa di implementazioni OpenGL complete da parte di altri fornitori di schede grafiche, oltre alla crescente diversità nell'hardware 3D, alla fine resero l'API Glide superflua.